# Jornada Mundial de la Juventud 1993
La Jornada Mundial de la Juventud de 1993 tuvo lugar entre del día 10 al 15 de agosto de 1993 en Denver, Estados Unidos. Fue la primera Jornada Mundial de la Juventud celebrada en América del Norte y en una nación de habla inglesa.
Las celebraciones se llevaron a cabo en Cherry Creek State Park en Aurora donde se reunieron más de 700.000 participantes de 100 países.

## Tema
El lema propuesto por el papa Juan Pablo II para esta edición de la Jornada Mundial de la Juventud eran palabras del Evangelio según San Juan: "Yo he venido para que tengan vida y la tengan en abundancia" (Jn 10:10) o en inglés "I came that they might have life, and have it to the full".